# Coven
Una congrega (in inglese coven), in ambito neopagano, è un gruppo di seguaci (streghe o stregoni) che solitamente si riunisce periodicamente per la celebrazione di riti o di festività neopagane.

## Origine del nome
Il termine inglese, coven, è parimenti adottato e usato dai wiccan italiani per l'influsso della manualistica anglosassone sull'argomento. Coven (o covan) era originariamente una parola del tardo scozzese medievale, il cui significato era 'raccolta o riunione' (di ogni tipo, non specificamente di streghe), a sua volta derivata dal latino conventus (da "convenire").

## La congrega nel neopaganesimo
Nella wicca e in altre forme di neopaganesimo una coven è una riunione o una comunità di streghe. Comprende un gruppo di praticanti che si riuniscono per cerimonie e festività, come la celebrazione dei sabbat e degli esbat.
Il numero di persone coinvolte solitamente varia. Sebbene il numero tradizionale di partecipanti sia tredici, ogni gruppo comprendente più di tre persone può essere considerato una coven. Quando una congrega diventa troppo ampia per essere gestita, viene proposta la scissione. Nella wicca gardneriana, cioè la wicca originaria, per poter formare e gestire la nuova coven, comunque, bisogna essere un alto sacerdote o un'alta sacerdotessa, titolo che si consegue con l'iniziazione al secondo grado.
Solitamente ogni coven è condotta da un alto sacerdote e un'alta sacerdotessa che lavorano in coppia. Più recentemente, con il diffondersi di forme di neowicca (che si discostano anche di parecchio dalla wicca originaria), è diventato frequente trovare congreghe diretta da un solo sacerdote o da una sola sacerdotessa, o al contrario congreghe gestite congiuntamente da tutti i partecipanti.